# Dumadumana
Dumadumana ist ein Ort im Südosten von Botswana im Distrikt Kweneng.

## Geografie
Die Siedlung liegt im Distrikt Kweneng, auf einer Höhe von ca. 1020 m über dem Meeresspiegel, einige Kilometer nordwestlich der Hauptstadt Gaborone und in der Nähe des Flughafens. 2016 wurden 865 Einwohner angegeben.
Hauptverbindung zur Hauptstadt ist die Molepolole Road, die sich südwestlich der Siedlung erstreckt. Im Nordosten schließt sich der Ort Mmopane an.

### Klima
Es herrscht semi-arides Savannen- und Halbwüstenklima. Die Temperaturen schwanken zwischen 35 °C im Sommer und etwas über 20 °C im Winter. Im Winter fallen die Temperaturen vor allem nachts stark, im ganzen Land ist zu dieser Jahreszeit Frost möglich, Temperaturunterschiede von über 20 °C zwischen Tag und Nacht sind normal. In Gaborone werden im Juli tagsüber durchschnittlich 23 °C gemessen, während es nachts nur etwa 3 °C sind. Die Trockenzeit ist im ganzen Land mit sechs bis neun Monaten sehr lang. Im Jahr fällt etwa 250 bis 500 Millimeter Niederschlag, der meiste von Dezember bis März.